# Archipel (film, 1993)
Pour les articles homonymes, voir Archipel (homonymie).
Pour plus de détails, voir Fiche technique et Distribution.
Archipel est un film français réalisé par Pierre Granier-Deferre et sorti en 1993.
C'est un des derniers films du réalisateur.

## Synopsis
Un jeune Français (Melvil Poupaud) passe ses vacances d'été dans un collège anglais quasi désert. Il y fait notamment la connaissance du bibliothécaire du collège (Michel Piccoli) qui a l'habitude de monter au sommet d'un arbre pour y épier une jeune femme (Claire Nebout).

## Fiche technique
- Réalisation : Pierre Granier-Deferre
- Scénario : Jacques Fieschi et Pierre Granier-Deferre
- Production :  Locus Solus Productions, What's On, Les Films Dancourt
- Image : Charles Van Damme
- Montage : Anne-Marie Lhote
- Durée : 103 minutes
- Date de sortie : 17 mars 1993

## Distribution
- Melvil Poupaud : Michel
- Michel Piccoli : Leonard Wilde
- Claire Nebout : Alexandra Hamilton
- Ludmila Mikaël : Miss Elliot
- Michel Aumont : Rantaine, le directeur
- Samuel West : Alan Stewart
- Anaïs Jeanneret : Miss Atkins